# Aarón (nombre)
Aarón es la forma castellana del nombre masculino hebreo Aharon (אַהֲרוֹן ’Ahărōn)  a través de su transcripción al griego Ααρών (Aarṓn). El nombre corresponde a un personaje bíblico, hermano de Moisés y primer sumo sacerdote de Israel.

## Etimología
Se han propuesto dos orígenes etimológicos para este nombre. 
Uno de ellas lo relaciona con el antiguo idioma egipcio: Aharw (ꜥḥꜣ rw) que significa «león guerrero», o bien con 'Aran ( ‘Ȝrn) «el Nombre es grande», y según Gorg con el título Ahrj (ḥrj) que indica liderazgo, unido a la terminación hebrea ōn (וֹן).

Forma Jeroglífica de ꜥḥꜣ rw: 
| P6 | E23 |

La otra, lo deriva del hebreo, sea a partir de la raíz har  (הַ֥ר) «montaña», sea por or (אוֹר): «luz», con lo cual Aarón puede ser «monte de fortaleza», «elevado» o bien «iluminado». Una tercera posibilidad es relacionarlo con el Arca ( אֲרוֹן ’arôn) de la Alianza. Homan ha propuesto derivarlo de ’ahǎlôn (אַהֲלוֹן) «el de la tienda» (הֶל ’ohel) a través de la mutación de las lenguas semíticas en el antiguo Egipto las cuales cambian lámed (ל) por resh (ר). Es posible, también, que se trate de una variante de Harán (הָרָן Hārān), nombre del hermano mayor de Abraham, según el Génesis.
En árabe es Harun (هارون, 'Hārūn').

### Evolución
La forma hebrea original del nombre puede ser transcrita como Aharon, sin embargo, como el alef no tiene una equivalencia directa en griego, la Septuaginta (hacia el siglo III a. C.) utilizó la letra alfa duplicada para reproducirla, de donde provino la forma: Ααρών. Jerónimo la reprodujo en la Vulgata (siglo IV) como Aaron, de donde deriva la forma castellana y otras variantes. En inglés prevaleció la forma latina, Aaron pero también Aron, proveniente de las tradiciones de la iglesia celta, donde se contaminó con el nombre céltico Aran o Arran.

## Uso
El primer registro del nombre aparece en la Biblia hebrea, donde designa al ancestro de los sacerdotes de Israel, por ello la línea de los Cohanim es denominada aarónica.
Como nombre propio fue usado por los judíos y por los cristianos, si bien es más común entre los primeros, quienes también lo registran como apellido. La forma árabe, Harún, aparece en el Corán y ha sido usada en el mundo islámico; el quinto califa abasí, Harun al-Rashid, protagonista de numerosos cuentos de Las Mil y una noches, es el más famoso de quienes usaron este nombre.

## Apellido
Aaron es también un apellido, primordialmente judío, pero no en todos los casos. Entre sus variantes pueden citarse Aarone, Aron, Aarons o Aaronson.

## Santoral
- 1 de julio: Aarón, profeta y mártir, hermano de Moisés.

## Variantes
- Femenino: Aarona.

### Variantes en otros idiomas
| Variantes en otras lenguas | Variantes en otras lenguas |
| -------------------------- | -------------------------- |
| Español                    | Aarón                      |
| Catalán                    | Aaró, Aaron                |
| Euskera                    | Aron                       |
| Gallego                    | Aharón                     |
| Alemán                     | Aaron                      |
| Árabe                      | هارون (Harun)              |
| Armenio                    | Aharon                     |
| Búlgaro                    | Аарон (Aaron)              |
| Checo                      | Árón                       |
| Chino                      | 阿隆 (Ā lóng)              |
| Danés                      | Aron                       |
| Esperanto                  | Arono                      |
| Estonio                    | Aaron                      |
| Finés                      | Aaron                      |
| Francés                    | Aaron                      |
| Georgiano                  | არონი (Aroni)              |
| Griego                     | Ααρών (Aarōn)              |
| Hebreo                     | אַהֲרֹן (Ahărōn)              |
| Húngaro                    | Áron                       |
| Inglés                     | Aaron                      |
| Irlandés                   | Árón                       |
| Islandés                   | Aron                       |
| Italiano                   | Aronne                     |
| Japonés                    | アーロン (Āron)            |
| Latín                      | Aaron                      |
| Letón                      | Ārons                      |
| Lituano                    | Aaronas                    |
| Neerlandés                 | Aäron                      |
| Noruego                    | Aron                       |
| Polaco                     | Aaron                      |
| Portugués                  | Aarão                      |
| Rumano                     | Aaron                      |
| Ruso                       | Аарон (Aaron)              |
| Sardo                      | Aronne                     |
| Serbio                     | Арон (Aron)                |
| Sueco                      | Aron                       |